# Nüst
Die Nüst ist ein 22,8 km (über das Mauerscheller Wasser 25,2 km) langer, orographisch rechter Nebenfluss der Haune in der hessischen Rhön im Landkreis Fulda. Er entspringt im Grenzgebiet der Gemeinden Hilders und Hofbieber und fließt in nordwestliche Richtungen über die nach ihm benannte Gemeinde Nüsttal bis zum Süden der Stadt Hünfeld, wo er in die Haune mündet.

## Name
Der Fluss wurde 980 als Niusta erstmals schriftlich erwähnt. Der Sprachwissenschaftler Albrecht Greule vermutet, dass sich der Name vom indogermanischen *sneu-s- mit der Bedeutung „(Flüssigkeit) her vorquellen lassen, tropfen“ ableitet.

## Verlauf
Die Nüst entspringt in etwa 496 m Höhe am Osthang des Großen Grubenhauck (643 m). Ihr rechter, mit knapp 2,8 km deutlich längerer Quellbach Mauerscheller Wasser erquillt südwestlich des Berges und umfließt diesen zunächst im Gegenuhrzeigersinn entlang der Fulda-Werra-Wasserscheide, um sich dann mit der erst rund 350 m langen „eigentlichen“ Nüst zu vereinigen.
In seinem zunächst nach Norden, dann eher nach Nordwesten bis Westen gerichteten Lauf durchquert der Fluss Unterbernhards und Mahlerts, berührt Obernüst südlich und gelangt über Gotthards nach Morles, wo ihm von rechts der Aschenbach zufließt, und Rimmels, wo die Nässe von links einmündet.
Über Silges und Mackenzell erreicht die Nüst den nach ihr benannten südlichen Hünfelder Ortsteil Nüst, wo sie auf etwa 255 m Höhe von rechts in die Haune fließt.
Das durchschnittliche Sohlgefälle der Nüst beträgt demnach knapp 11 ‰. Bezöge man das Mauerscheller Wasser, das allein ein hohes Sohlgefälle von etwa 44 ‰ aufweist, mit ein, höbe das den Gesamtwert auf 14 ‰ an.

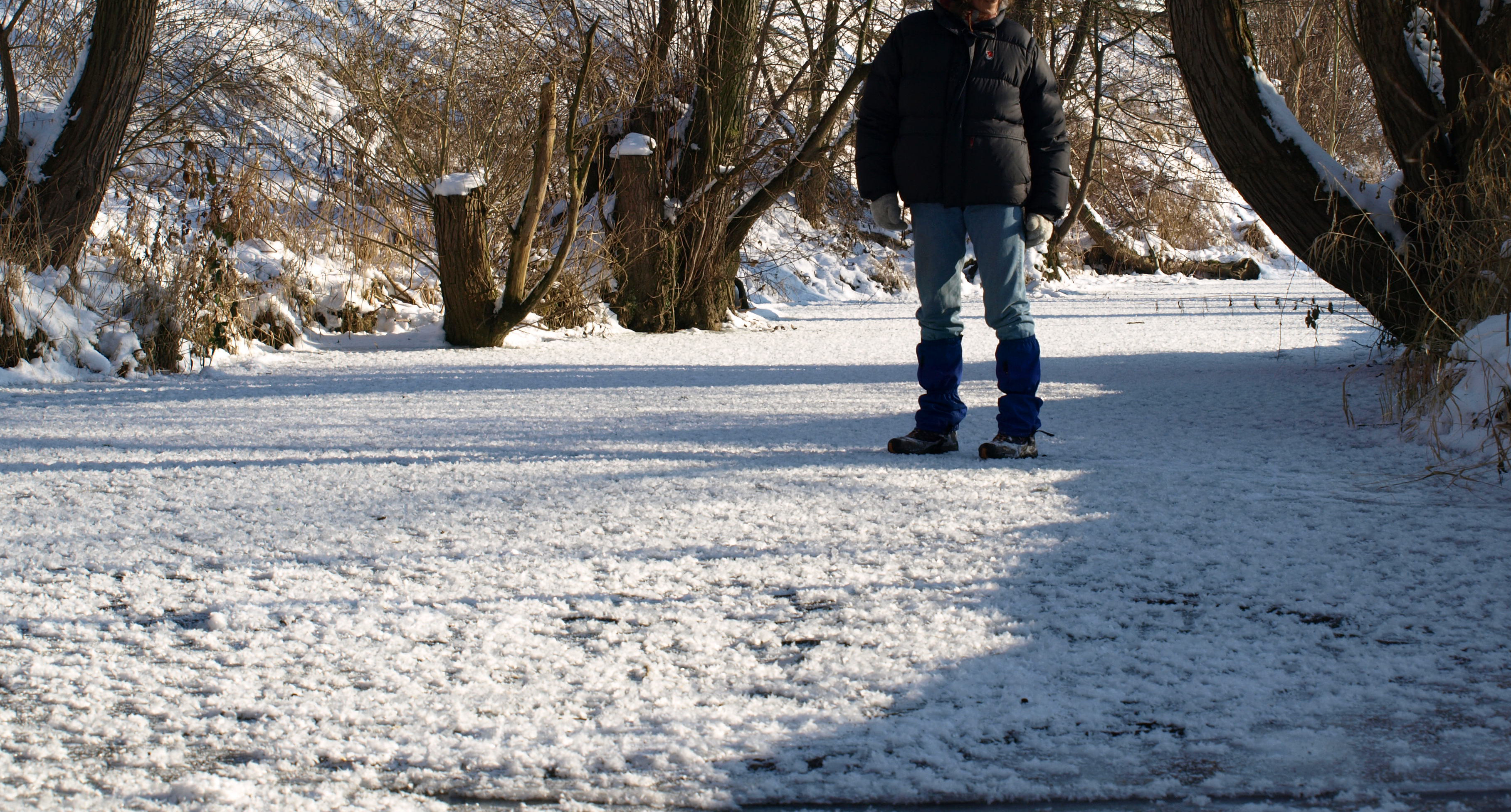
Im Januar 2009 war die Nüst zugefroren, so dass man sie zum Beispiel bei Silges gefahrenlos überqueren konnte.

## Nebenflüsse
Die Nüst entwässert knapp 100 km² Einzugsgebiet und fördert im Mittel (MQ) gut einen Kubikmeter Wasser pro Sekunde.
Folgende Nebenflüsse sind erwähnenswert:
| Name                 | Lage   | Länge [km] | Einzugs- gebiet [km²] | Mündungs höhe [m. ü. NN] | Orte am Bachlauf / Mündungsort                          | DGKZ      |
| -------------------- | ------ | ---------- | --------------------- | ------------------------ | ------------------------------------------------------- | --------- |
| Mauerscheller Wasser | rechts | 2,8        |                       | 478                      | Mauerschell                                             | 4266-1112 |
| Grubenwasser         | links  | 2,7        |                       | 435                      | Obergruben                                              | 4266-1118 |
| Hausarmen Wasser     | links  | 2,9        |                       | 417                      | Hausarmen, Mahlerts                                     | 4266-1192 |
| Dörnbach             | rechts | 1,0        | 1,8                   | 415                      | Mittel- und Unterdörnbachshof, Mahlerts                 | 4266-12   |
| Boxberg Wasser       | rechts | 2,9        |                       | 400                      | Boxberg, Obernüst                                       | 4266-132  |
| Schwarzbach          | links  | 2,6        |                       | 368                      | Schwarzbach, Gotthards                                  | 4266-194  |
| Birkenbach           | links  | 2,9        |                       | 345                      |                                                         | 4266-2    |
| Aschenbach           | rechts | 5,3        | 15,3                  | 318                      | Oberaschenbach, Mittelaschenbach, Hofaschenbach, Morles | 4266-4    |
| Nässe                | links  | 12,3       | 21,3                  | 303                      | Elters, Wittges, Weihershof, Egelmes, Rimmels           | 4266-6    |
| Molzbach             | rechts | 3,4        | 6,9                   | 265                      | Molzbach, Mackenzell                                    | 4266-8    |